# 2017 videójátékai
A 2017-es évben számos videójáték jelent meg, köztük számos több nagyobb horderejű sorozatnak, így az Assassin’s Creed, a Bomberman, a Call of Duty, a Crash Bandicoot, a Dawn of War, a Destiny, a Digimon, a Fire Emblem, a Gran Turismo, a Gravity Rush, a Halo Wars, az Injustice, a Marvel vs. Capcom, a Mass Effect, a Metroid, a Need for Speed, a Nier, a Persona, a Planescape: Torment, a Pokémon, a Prey, a Professor Layton, a Resident Evil, a Sniper Elite, a Sniper: Ghost Warrior, a Sonic the Hedgehog, a Splatoon, a Star Wars Battlefront, a Super Mario, a Tekken, a The Evil Within, a The Legend of Zelda, a Tom Clancy’s Ghost Recon, az Uncharted, a Wolfenstein, a WWE 2K, a Xenoblade Chronicles és a Yakuza sorozatoknak is jelent meg új videójátéka.

## Jelentős díjátadók
| Kategória/Szervezet                | Kategória/Szervezet            | The Game Awards 2017 2017. december 7.                | 21. D.I.C.E. Awards 2018. február 22.                 | 18. Annual Game Developers Choice Awards 2018. március 21. | 14. British Academy Games Awards 2018. április 12. |
| ---------------------------------- | ------------------------------ | ----------------------------------------------------- | ----------------------------------------------------- | ---------------------------------------------------------- | -------------------------------------------------- |
| Év játéka                          | Év játéka                      | The Legend of Zelda: Breath of the Wild               | The Legend of Zelda: Breath of the Wild               | The Legend of Zelda: Breath of the Wild                    | What Remains of Edith Finch                        |
| Legjobb mobil-/kézikonzolos játék1 | Mobil                          | Monument Valley 2                                     | Fire Emblem Heroes                                    | Gorogoa                                                    | Golf Clash                                         |
| Legjobb mobil-/kézikonzolos játék1 | Kézikonzol                     | Metroid: Samus Returns                                | Metroid: Samus Returns                                | Gorogoa                                                    | Golf Clash                                         |
| Történet és narratíva              | Történet és narratíva          | What Remains of Edith Finch                           | Horizon Zero Dawn                                     | What Remains of Edith Finch                                | Night in the Woods                                 |
| Művészeti irányzat                 | Művészeti irányzat             | Cuphead                                               | Cuphead                                               | Cuphead                                                    | Hellblade: Senua’s Sacrifice                       |
| Audio1                             | Hangtervezés                   | Hellblade: Senua’s Sacrifice                          | Super Mario Odyssey                                   | The Legend of Zelda: Breath of the Wild                    | Hellblade: Senua’s Sacrifice                       |
| Audio1                             | Zene                           | Nier: Automata                                        | Cuphead                                               | The Legend of Zelda: Breath of the Wild                    | Cuphead                                            |
| Játékirányzat/Tervezés             | Játékirányzat/Tervezés         | Nintendo a The Legend of Zelda: Breath of the Wildért | Nintendo a The Legend of Zelda: Breath of the Wildért | Nintendo a The Legend of Zelda: Breath of the Wildért      | Super Mario Odyssey                                |
| Legjobb szereplő/Teljesítmény1     | Legjobb szereplő/Teljesítmény1 | Melina Juergens Hellblade: Senua’s Sacrifice          | Senua Hellblade: Senua’s Sacrifice                    | N/A                                                        | Melina Juergens Hellblade: Senua’s Sacrifice       |
| Különdíj                           | Különdíj                       | Iparikon-díj                                          | Hírességek csarnoka                                   | Életműdíj                                                  | BAFTA Fellowship                                   |
| Különdíj                           | Különdíj                       | Carol Shaw                                            | Genyo Takeda                                          | Tim Schafer                                                | Tim Schafer                                        |

1Ezek a kategóriák valamikor egybe vannak vonva, míg máskor külön-külön szerepelnek.

## Események
| Hónap      | Nap   | Esemény |
| ---------- | ----- | --- |
| Január     | 9     | Corey May író kilép a Certain Affinitytől, hogy 2K Gamesnél dolgozzon tovább. |
| Január     | 13    | A Nintendo Switch leleplezése, annak megjelenésének, árának és technikai részleteinek bejelentése. Az eseményt a Tokyo Big Sightban tartották, illetve egy Nintendo Direct képében az interneten keresztül élőben is közvetítették. |
| Január     | 13    | A Sony Interactive Entertainment bezárja a Guerrilla Cambridge-t. |
| Január     | 16    | Szuehiro Hidetaka bejelenti, hogy White Owls néven új, független fejlesztőstúdiót alapított. |
| Január     | 19    | A Ubisoft felvásárolja a FreeStyleGamest az Activisiontől. A FreeStyleGamest átnevezik Ubisoft Leamingtonra. |
| Január     | 19    | Az Electronic Arts felveszi Kim Swift videójáték-tervezőt a Motive Studios csapatába. |
| Január     | 22    | Nakamura Maszaja, a Namco alapítója 91 éves korában elhunyt. |
| Január     | 24    | A Warner Bros. Interactive Entertainment felvásárolja a Disney által 2016 májusában bezárt Avalanche Software-t, majd újra megnyitja azt.                                                                                           |
| Január     | 31    | Leáll a Wii U gyártása. |
| Február    | 1     | A ZeniMax Media felvásárolja az Escalation Studiost. |
| Február    | 1     | A Take-Two Interactive felvásárolja a Social Pointot. |
| Február    | 1     | ZeniMax Mediának 500 millió amerikai dolláros kartérítési díjat ítélnek meg az Oculus VR-ral szemben. |
| Február    | 17    | Erik Wolpaw író kilép a Valve Corporationtől. |
| Február    | 17    | Alan Stone, a Nintendo of America társalapítója 71 éves korában elhunyt. |
| Február    | 21–23 | Megtartják a 2017-es D.I.C.E. Summitot. |
| Február    | 23    | Az Irrational Gamest átnevezik Ghost Story Gamesre. |
| Február    | 27    | Peter Moore otthagyja az EA Sports vezérigazgatói székét, hogy a Liverpool FC vezérigazgatója legyen. |
| Február    | 27–28 | Megtartják a 2017-es Game Developers Conference-t. |
| Március    | 1–3   | Megtartják a 2017-es Game Developers Conference-t. |
| Március    | 15    | Kevin Bruner otthagyja a Telltale Games vezérigazgatói székét, helyére Dan Conners áll. |
| Március    | 31    | A Square Enix kihátrál az IO Interactive alól. |
| Április    | 3     | Christophe Balestra otthagyja a Naughty Dog társelnöki székét. Evan Wells továbbra is a cég elnöke marad. |
| Május      | 2     | Chet Faliszek bejelenti, hogy otthagyta a Valve Corporationt. |
| Május      | 10    | A Google Inc. felvásárolja az Owlchemy Labst. |
| Június     | 7     | Jay Pinkerton bejelenti, hogy otthagyta a Valve Corporationt. |
| Június     | 10–12 | Megtartják a 2017-es EA Playt. |
| Június     | 13–15 | Megtartják a 2017-es Electronic Entertainment Expót. |
| Június     | 16    | Az IO Interactive független lesz a Square Enixtől, megtartva a Hitman sorozat jogait. |
| Június     | 27    | Raphaël Colantonio, az Arkane Studios alapítója otthagyja a céget. |
| Június     | 30    | A Paradox Interactive felvásárolja aTriumph Studiost. |
| Július     | 18    | Casey Hudson váltja Aaryn Flynnt a BioWare vezérigazgatói pozíciójában. |
| Augusztus  | 1     | Az Electronic Arts megerősíti, hogy a BioWare Montrealt, a Mass Effect: Andromeda fejlesztőjét beolvasztották a Motive Studiosba.                                                                                                   |
| Augusztus  | 5     | Daniel Licht, a Dishonored és a Silent Hill játékok zeneszerzője 60 éves korában elhunyt. |
| Augusztus  | 8     | A Ubisoft bejelenti, hogy új stúdiót alapított Stockholmban. |
| Augusztus  | 7–12  | A Seattle-i KeyArenában megtartják a The International 2017-et, az addigi legjobban jövedelmező e-sport-bajnokságot. |
| Augusztus  | 22–26 | Megtartják a 2017-es Gamescomot. |
| Szeptember | 13    | Bruce Straley, a The Last of Us és az Uncharted 4: A Thief’s End társrendezője 18 év után otthagyja a Naughty Dogot. |
| Október    | 3     | Andrew House, a Sony Interactive Entertainment elnöke és vezérigazgatója bejelenti a cégtől való távozását. |
| Október    | 12    | Mike Laidlaw, a Dragon Age sorozat kreatív igazgatója otthagyja a BioWare-t. |
| Október    | 13    | Az IGN felvásárolja a Humble Bundle-t. |
| Október    | 17    | Az Electronic Arts bezárja a Visceral Gamest, a Dead Space sorozat fejlesztőjét. |
| November   | 3     | A Perfect World Entertainment bezárja a Runic Gamest és a Motigát. |
| November   | 9     | Az Electronic Arts bejelenti, hogy felvásárolta a Respawn Entertainmentet, a Titanfall sorozat fejlesztőjét. |
| December   | 14    | A Take-Two Interactive megalapítja a Private Divisiont. |

## Hardvermegjelenések
| Hónap      | Nap | Konzol                    |
| ---------- | --- | ------------------------- |
| Január     | 10  | New Shield Android TV     |
| Március    | 3   | Nintendo Switch           |
| Július     | 28  | New Nintendo 2DS XL       |
| Szeptember | 29  | Super NES Classic Edition |
| November   | 7   | Xbox One X                |

## Játékmegjelenések

### Január–március
| Hónap         | Nap                             | Cím                                                             | Platform                       | Forrás    |
| ------------- | ------------------------------- | --------------------------------------------------------------- | ------------------------------ | --------- |
| J A N U Á R   | 5                               | Milkmaid of the Milky Way                                       | Win, Mac, iOS                  | [ 44 ]    |
| J A N U Á R   | 10                              | Hatsune Miku: Project DIVA Future Tone[Published]               | PS4                            | [ 45 ]    |
| J A N U Á R   | 11                              | Criminal Girls: Invite Only                                     | Win                            | [ 46 ]    |
| J A N U Á R   | 12                              | Danganronpa V3: Killing Harmony[Published]                      | PS4, PSVita                    | [ 47 ]    |
| J A N U Á R   | 12                              | School Girl/Zombie Hunter[Published]                            | PS4                            | [ 48 ]    |
| J A N U Á R   | 13                              | Rise & Shine                                                    | Win, XBO                       | [ 49 ]    |
| J A N U Á R   | 17                              | Atelier Shallie Plus: Alchemists of the Dusk Sea[Published]     | PSVita                         | [ 50 ]    |
| J A N U Á R   | 17                              | Fate/Extella: The Umbral Star                                   | PS4, PSVita                    | [ 51 ]    |
| J A N U Á R   | 17                              | Mighty Morphin Power Rangers: Mega Battle                       | PS4, XBO                       | [ 52 ]    |
| J A N U Á R   | 19                              | Birthdays the Beginning[Published]                              | PS4                            | [ 53 ]    |
| J A N U Á R   | 19                              | Valkyria Revolution[Published]                                  | PS4, PSVita                    | [ 54 ]    |
| J A N U Á R   | 20                              | Dragon Quest VIII: Journey of the Cursed King[Published]        | 3DS                            | [ 55 ]    |
| J A N U Á R   | 20                              | Gravity Rush 2                                                  | PS4                            | [ 56 ]    |
| J A N U Á R   | 20                              | Urban Empire                                                    | Win                            | [ 57 ]    |
| J A N U Á R   | 22                              | Don Bradman Cricket 17                                          | Win                            | [ 58 ]    |
| J A N U Á R   | 24                              | Kingdom Hearts HD 2.8 Final Chapter Prologue                    | PS4                            | [ 59 ]    |
| J A N U Á R   | 24                              | Pokémon Duel                                                    | Droid, iOS                     | [ 60 ]    |
| J A N U Á R   | 24                              | Resident Evil 7: Biohazard                                      | Win, PS4, XBO                  | [ 61 ]    |
| J A N U Á R   | 24                              | Tales of Berseria[Published]                                    | Win, PS4                       | [ 62 ]    |
| J A N U Á R   | 24                              | Yakuza 0[Published]                                             | PS4                            | [ 63 ]    |
| J A N U Á R   | 25                              | Memoranda                                                       | Win, Mac, Lin                  | [ 64 ]    |
| J A N U Á R   | 26                              |                                                                 |                                |           |
| J A N U Á R   | Szószei no onmjódzsi[Published] | PSVita                                                          | [ 65 ]                         |           |
| J A N U Á R   | 30                              | Disgaea 2                                                       | Win                            | [ 66 ]    |
| J A N U Á R   | 30                              | Double Dragon IV                                                | Win, PS4                       | [ 67 ]    |
| J A N U Á R   | 31                              | Digimon World: Next Order[Published]                            | PS4                            | [ 68 ]    |
| J A N U Á R   | 31                              | Divide                                                          | PS4                            | [ 69 ]    |
| J A N U Á R   | 31                              | Dynasty Warriors: Godseekers[Published]                         | PS4, PSVita                    | [ 70 ]    |
| F E B R U Á R | 2                               | Fire Emblem Heroes                                              | Droid, iOS                     | [ 71 ]    |
| F E B R U Á R | 3                               | A House of Many Doors                                           | Win, Mac                       | [ 72 ]    |
| F E B R U Á R | 3                               | Husk                                                            | Win                            | [ 73 ]    |
| F E B R U Á R | 3                               | Poochy & Yoshi’s Woolly World                                   | 3DS                            | [ 74 ]    |
| F E B R U Á R | 7                               | Atelier Sophie: The Alchemist of the Mysterious Book            | Win                            | [ 75 ]    |
| F E B R U Á R | 7                               | Nights of Azure                                                 | Win                            | [ 75 ]    |
| F E B R U Á R | 7                               | Nioh                                                            | PS4                            | [ 76 ]    |
| F E B R U Á R | 7                               | Splasher                                                        | Win                            | [ 77 ]    |
| F E B R U Á R | 7                               | WWE 2K17                                                        | Win                            | [ 78 ]    |
| F E B R U Á R | 10                              | Bendy and the Ink Machine — Chapter One: Moving Pictures        | Win, Mac, Lin                  | [ 79 ]    |
| F E B R U Á R | 14                              | Fairy Fencer F Advent Dark Force                                | Win                            | [ 80 ]    |
| F E B R U Á R | 14                              | For Honor                                                       | Win, PS4, XBO                  | [ 81 ]    |
| F E B R U Á R | 14                              | Ride 2                                                          | PS4, XBO                       | [ 82 ]    |
| F E B R U Á R | 14                              | Sniper Elite 4                                                  | Win, PS4, XBO                  | [ 83 ]    |
| F E B R U Á R | 21                              | Berserk and the Band of the Hawk[Published]                     | Win, PS4, PSVita               | [ 84 ]    |
| F E B R U Á R | 21                              | Halo Wars 2                                                     | Win, XBO                       | [ 85 ]    |
| F E B R U Á R | 21                              | Night in the Woods                                              | Win, Mac, Lin, PS4             | [ 86 ]    |
| F E B R U Á R | 21                              | Ys Origin                                                       | PS4                            | [ 87 ]    |
| F E B R U Á R | 24                              | Hollow Knight                                                   | Win                            | [ 88 ]    |
| F E B R U Á R | 28                              | Horizon Zero Dawn                                               | PS4                            | [ 89 ]    |
| F E B R U Á R | 28                              | Story of Seasons: Trio of Towns[Published]                      | 3DS                            |           |
| F E B R U Á R | 28                              | Torment: Tides of Numenera                                      | Win, PS4, XBO                  | [ 90 ]    |
| M Á R C I U S | 1                               | Robo Recall                                                     | Win                            | [ 91 ]    |
| M Á R C I U S | 2                               | Winning Post 8 2017[Published]                                  | Win, PS4, PSVita, PS3          | [forrás?] |
| M Á R C I U S | 3                               | 1-2-Switch                                                      | NS                             | [ 92 ]    |
| M Á R C I U S | 3                               | Human Resource Machine                                          | NS                             | [ 93 ]    |
| M Á R C I U S | 3                               | I Am Setsuna                                                    | NS                             | [ 94 ]    |
| M Á R C I U S | 3                               | Just Dance 2017                                                 | NS                             | [ 93 ]    |
| M Á R C I U S | 3                               | Little Inferno                                                  | NS                             | [ 93 ]    |
| M Á R C I U S | 3                               | Skylanders: Imaginators                                         | NS                             | [ 93 ]    |
| M Á R C I U S | 3                               | Snipperclips                                                    | NS                             | [ 93 ]    |
| M Á R C I U S | 3                               | Super Bomberman R                                               | NS                             | [ 95 ]    |
| M Á R C I U S | 3                               | The Binding of Isaac: Afterbirth+                               | NS                             | [ 93 ]    |
| M Á R C I U S | 3                               | The Legend of Zelda: Breath of the Wild                         | NS, WiiU                       | [ 41 ]    |
| M Á R C I U S | 3                               | World of Goo                                                    | NS                             | [ 96 ]    |
| M Á R C I U S | 7                               | Atelier Firis: The Alchemist and the Mysterious Journey         | Win, PS4, PSVita               | [ 97 ]    |
| M Á R C I U S | 7                               | Lego Worlds                                                     | Win, PS4, XBO                  | [ 98 ]    |
| M Á R C I U S | 7                               | Loot Rascals                                                    | Win, PS4                       | [ 99 ]    |
| M Á R C I U S | 7                               | Nier: Automata                                                  | PS4                            | [ 100 ]   |
| M Á R C I U S | 7                               | Tom Clancy’s Ghost Recon Wildlands                              | Win, PS4, XBO                  | [ 101 ]   |
| M Á R C I U S | 7                               | Ultimate Marvel vs. Capcom 3                                    | Win, XBO                       | [ 102 ]   |
| M Á R C I U S | 14                              | Danganronpa 1•2 Reload                                          | PS4                            | [ 103 ]   |
| M Á R C I U S | 14                              | Styx: Shards of Darkness                                        | Win, PS4, XBO                  | [ 104 ]   |
| M Á R C I U S | 15                              | Future Unfolding                                                | Win                            | [ 105 ]   |
| M Á R C I U S | 16                              | Accel World VS Sword Art Online: Millennium Twilight[Published] | PS4, PSVita                    | [ 106 ]   |
| M Á R C I U S | 16                              | Senran Kagura: Peach Beach Splash[Published]                    | PS4                            | [ 107 ]   |
| M Á R C I U S | 17                              | Kona                                                            | Win, Mac, Lin, XBO, PS4        | [ 108 ]   |
| M Á R C I U S | 17                              | Nier: Automata                                                  | Win                            | [ 100 ]   |
| M Á R C I U S | 21                              | Mass Effect: Andromeda                                          | Win, PS4, XBO                  | [ 109 ]   |
| M Á R C I U S | 21                              | Toukiden 2                                                      | Win, PS4, PSV                  | [ 110 ]   |
| M Á R C I U S | 21                              | Troll and I                                                     | Win, PS4, XBO                  | [ 111 ]   |
| M Á R C I U S | 22                              | Super Mario Run                                                 | Droid                          | [ 112 ]   |
| M Á R C I U S | 24                              | Mario Sports Superstars                                         | 3DS                            | [ 113 ]   |
| M Á R C I U S | 24                              | Zero Escape: The Nonary Games                                   | Win, PS4, PSVita               | [ 114 ]   |
| M Á R C I U S | 27                              | Operation Abyss: New Tokyo Legacy                               | Win                            | [ 115 ]   |
| M Á R C I U S | 28                              | Has-Been Heroes                                                 | Win, NS, PS4, XBO              | [ 116 ]   |
| M Á R C I U S | 28                              | Kingdom Hearts HD 1.5 Remix                                     | PS4                            | [ 117 ]   |
| M Á R C I U S | 28                              | Kingdom Hearts HD 2.5 Remix                                     | PS4                            | [ 117 ]   |
| M Á R C I U S | 28                              | MLB The Show 17                                                 | PS4                            | [ 118 ]   |
| M Á R C I U S | 28                              | Old Time Hockey                                                 | Win, PS4, XBO                  | [ 119 ]   |
| M Á R C I U S | 28                              | Rain World                                                      | Win, PS4                       | [ 120 ]   |
| M Á R C I U S | 28                              | Snake Pass                                                      | Win, NS, PS4, XBO              | [ 121 ]   |
| M Á R C I U S | 28                              | The Walking Dead: Season Three — Episode 3                      | Win, Mac, PS4, XBO, iOS, Droid | [ 122 ]   |
| M Á R C I U S | 30                              | Attack on Titan: Escape from Certain Death[Published]           | 3DS                            | [ 123 ]   |
| M Á R C I U S | 30                              | Blue Reflection[Published]                                      | PS4, PSVita                    | [ 124 ]   |
| M Á R C I U S | 30                              | Muszó Stars[Published]                                          | PS4, PSVita                    | [ 125 ]   |
| M Á R C I U S | 30                              | The Alliance Alive[Published]                                   | 3DS                            | [ 126 ]   |
| M Á R C I U S | 30                              | Thimbleweed Park                                                | XBO, Win, Mac, Lin             | [ 127 ]   |

### Április–június
| Hónap                          | Nap                                                | Cím                                                                          | Platform                       | Forrás          |
| ------------------------------ | -------------------------------------------------- | ---------------------------------------------------------------------------- | ------------------------------ | --------------- |
| 'Á P R I L I S                 | 4                                                  | Drawn to Death                                                               | PS4                            | [ 128 ]         |
| 'Á P R I L I S                 | 4                                                  | Lego City Undercover                                                         | Win, NS, PS4, XBO              | [ 129 ]         |
| 'Á P R I L I S                 | 4                                                  | Mortal Blitz                                                                 | PSVR                           | [ 130 ]         |
| 'Á P R I L I S                 | 4                                                  | PaRappa the Rapper Remastered                                                | PS4                            | [ 131 ]         |
| 'Á P R I L I S                 | 4                                                  | Persona 5                                                                    | PS4, PS3                       | [ 132 ]         |
| 'Á P R I L I S                 | 5                                                  | Paradigm                                                                     | Win, Mac                       | [ 133 ]         |
| 'Á P R I L I S                 | 7                                                  | Bulletstorm: Full Clip Edition                                               | Win, PS4, XBO                  | [ 134 ]         |
| 'Á P R I L I S                 | 10                                                 | The Signal from Tölva                                                        | Win                            | [ 135 ]         |
| 'Á P R I L I S                 | 11                                                 | A Rose in the Twilight                                                       | Win, PSVita                    | [ 136 ]         |
| 'Á P R I L I S                 | 11                                                 | Aaero                                                                        | Win, PS4, XBO                  | [ 137 ]         |
| 'Á P R I L I S                 | 11                                                 | Bayonetta                                                                    | Win                            | [ 138 ]         |
| 'Á P R I L I S                 | 11                                                 | Lichtspeer                                                                   | PSVita                         | [ 139 ]         |
| 'Á P R I L I S                 | 11                                                 | StarBlood Arena                                                              | PSVR                           | [ 140 ]         |
| 'Á P R I L I S                 | 11                                                 | The Sexy Brutale                                                             | Win, PS4, XBO                  | [ 141 ]         |
| 'Á P R I L I S                 | 11                                                 | Yooka-Laylee                                                                 | Win, Mac, PS4, XBO             | [ 142 ]         |
| 'Á P R I L I S                 | 11                                                 | Cosmic Star Heroine                                                          | Win, PS4                       |                 |
| 'Á P R I L I S                 | 13                                                 | Team Kirby Clash Deluxe                                                      | 3DS                            | [ 143 ] [ 144 ] |
| 'Á P R I L I S                 | 18                                                 | ATV Renegades                                                                | PS4, XBO                       | [ 145 ]         |
| 'Á P R I L I S                 | 18                                                 | Bendy and the Ink Machine — Chapter Two: The Old Song                        | Win, Mac, Lin                  | [ 146 ]         |
| 'Á P R I L I S                 | 18                                                 | Flinthook                                                                    | PS4, PC, XBO                   | [ 147 ]         |
| 'Á P R I L I S                 | 18                                                 | Full Throttle Remastered                                                     | Win, PS4, PSVita               | [ 148 ]         |
| 'Á P R I L I S                 | 18                                                 | Guardians of the Galaxy: The Telltale Series — Episode 1: Tangled Up in Blue | Win, Mac, PS4, XBO, iOS, Droid | [ 149 ]         |
| 'Á P R I L I S                 | 18                                                 | Herocade                                                                     | PSVR                           | [ 150 ]         |
| 'Á P R I L I S                 | 18                                                 | Shiness: The Lightning Kingdom                                               | PC, PS4, XBO                   | [ 151 ]         |
| 'Á P R I L I S                 | 18                                                 | The Disney Afternoon Collection                                              | Win, PS4, XBO                  | [ 152 ]         |
| 'Á P R I L I S                 | 18                                                 | The Silver Case                                                              | PS4                            | [ 153 ]         |
| 'Á P R I L I S                 | 18                                                 | Voodoo Vince: Remastered                                                     | Win, XBO                       | [ 154 ]         |
| 'Á P R I L I S                 | 18                                                 | Wonder Boy: The Dragon’s Trap                                                | NS, PS4, XBO                   | [ 155 ]         |
| 'Á P R I L I S                 | 21                                                 | Cities: Skylines                                                             | XBO                            | [ 156 ]         |
| 'Á P R I L I S                 | 24                                                 | Statik                                                                       | PSVR                           | [ 157 ]         |
| 'Á P R I L I S                 | 25                                                 | Dragon Quest Heroes II                                                       | Win, PS4                       | [ 158 ]         |
| 'Á P R I L I S                 | 25                                                 | Outlast 2                                                                    | Win, Mac, PS4, XBO             | [ 159 ]         |
| 'Á P R I L I S                 | 25                                                 | Pinstripe                                                                    | Win, iOS                       | [ 160 ]         |
| 'Á P R I L I S                 | 25                                                 | Puyo Puyo Tetris                                                             | NS, PS4                        | [ 161 ]         |
| 'Á P R I L I S                 | 25                                                 | Sniper: Ghost Warrior 3                                                      | Win, PS4, XBO                  | [ 162 ]         |
| 'Á P R I L I S                 | 25                                                 | Syberia III                                                                  | PS4, XBO                       | [ 163 ]         |
| 'Á P R I L I S                 | 25                                                 | The Walking Dead: Season Three — Episode 4                                   | Win, Mac, PS4, XBO, iOS, Droid | [ 164 ]         |
| 'Á P R I L I S                 | 25                                                 | What Remains of Edith Finch                                                  | Win, PS4                       | [ 165 ]         |
| 'Á P R I L I S                 | 27                                                 | De Blob                                                                      | Win                            | [ 166 ]         |
| 'Á P R I L I S                 | 27                                                 | Expeditions: Vikings                                                         | Win                            | [ 167 ]         |
| 'Á P R I L I S                 | 27                                                 | Psycho-Pass: Mandatory Happiness                                             | Win                            | [ 168 ]         |
| 'Á P R I L I S                 | 27                                                 | Warhammer 40,000: Dawn of War III                                            | Win                            | [ 169 ]         |
| 'Á P R I L I S                 | 28                                                 | Little Nightmares                                                            | Win, PS4, XBO                  | [ 170 ]         |
| 'Á P R I L I S                 | 28                                                 | Mario Kart 8 Deluxe                                                          | NS                             | [ 171 ]         |
| M Á J U S                      |                                                    |                                                                              |                                |                 |
| 2                              |                                                    |                                                                              |                                |                 |
| GNOG                           | PSVR                                               | [ 172 ]                                                                      |                                |                 |
| Gundam Breaker 3 Break Edition | PS4, PSVita                                        | [ 173 ]                                                                      |                                |                 |
| The Caligula Effect            | PSVita                                             | [ 174 ]                                                                      |                                |                 |
| 3                              | The Legend of Heroes: Trails in the Sky the 3rd    | Win                                                                          | [ 175 ]                        |                 |
| 5                              | Dreamfall Chapters: The Longest Journey            | PS4, XBO                                                                     | [ 176 ]                        |                 |
| 5                              | Prey                                               | Win, PS4, XBO                                                                | [ 177 ]                        |                 |
| 5                              | World to the West                                  | Win, Mac, Lin, PS4, XBO                                                      | [ 178 ]                        |                 |
| 8                              | Creativerse                                        | Win, Mac                                                                     | [ 179 ]                        |                 |
| 9                              | Birthdays the Beginning[Published]                 | Win, PS4                                                                     | [ 180 ]                        |                 |
| 9                              | Butcher                                            | PS4                                                                          | [ 181 ]                        |                 |
| 9                              | Elliot Quest                                       | PS4                                                                          | [ 182 ]                        |                 |
| 9                              | LocoRoco Remastered                                | PS4                                                                          | [ 183 ]                        |                 |
| 9                              | Moonshot Galaxy                                    | PSVR                                                                         | [ 184 ]                        |                 |
| 9                              | NBA Playgrounds                                    | Win, NS, PS4, XBO                                                            | [ 185 ]                        |                 |
| 9                              | Polybius                                           | PSVR                                                                         | [ 186 ]                        |                 |
| 9                              | Revenant Saga                                      | PS4, PS3, PSVita                                                             | [ 182 ] [ 187 ]                |                 |
| 9                              | Strafe                                             | Win                                                                          | [ 188 ]                        |                 |
| 10                             | Butcher                                            | XBO                                                                          | [ 181 ]                        |                 |
| 11                             | Elliot Quest                                       | 3DS, XBO                                                                     | [ 189 ] [ 190 ]                |                 |
| 11                             | Minecraft                                          | NS                                                                           | [ 191 ]                        |                 |
| 12                             | Demon’s Crystals                                   | PS4, XBO                                                                     | [ 192 ]                        |                 |
| 12                             | To the Moon                                        | Droid, iOS                                                                   | [ 193 ]                        |                 |
| 16                             | Akiba’s Beat                                       | PS4, PSVita                                                                  | [ 194 ]                        |                 |
| 16                             | Deemo: The Last Recital                            | PSVita                                                                       | [ 195 ]                        |                 |
| 16                             | Farpoint                                           | PSVR                                                                         | [ 196 ]                        |                 |
| 16                             | Future Unfolding                                   | PS4                                                                          | [ 197 ]                        |                 |
| 16                             | Hakuoki: Kyoto Winds (Észak-Amerika)               | PSVita                                                                       | [ 198 ]                        |                 |
| 16                             | Injustice 2                                        | PS4, XBO                                                                     | [ 199 ]                        |                 |
| 16                             | Operation Babel: New Tokyo Legacy[Published]       | Win, PSVita                                                                  | [ 200 ]                        |                 |
| 16                             | Phantom Dust Remaster                              | Win, XBO                                                                     | [ 201 ]                        |                 |
| 16                             | Seasons After Fall                                 | PS4, XBO                                                                     | [ 202 ]                        |                 |
| 16                             | The Surge                                          | Win, PS4, XBO                                                                | [ 203 ]                        |                 |
| 17                             | Black & White Bushido                              | PS4, XBO                                                                     | [ 194 ]                        |                 |
| 17                             | Bokida: Heartfelt Reunion                          | Win                                                                          | [ 204 ]                        |                 |
| 17                             | Oceanhorn: Monster of Uncharted Seas               | PSVita                                                                       | [ 205 ]                        |                 |
| 18                             | Mages of Mystralia                                 | Win                                                                          | [ 206 ]                        |                 |
| 18                             | Thumper                                            | NS                                                                           | [ 207 ]                        |                 |
| 19                             | A Hole New World                                   | Win, Mac, Lin                                                                | [ 208 ]                        |                 |
| 19                             | Chroma Squad                                       | PS4, XBO                                                                     | [ 194 ] [ 209 ]                |                 |
| 19                             | Fire Emblem Echoes: Shadows of Valentia            | 3DS                                                                          | [ 210 ]                        |                 |
| 19                             | Shadow Warrior 2                                   | PS4, XBO                                                                     | [ 211 ]                        |                 |
| 19                             | Skylar & Plux: Adventure on Clover Island          | Win, PS4, XBO                                                                | [ 212 ]                        |                 |
| 20                             | Valkyrie Drive: Bhikkhuni                          | PC                                                                           | [ 213 ]                        |                 |
| 23                             | Darksiders: Warmastered Edition                    | WiiU                                                                         | [ 214 ]                        |                 |
| 23                             | Disgaea 5 Complete                                 | NS                                                                           | [ 215 ]                        |                 |
| 23                             | Embers of Mirrim                                   | PC, PS4                                                                      | [ 216 ]                        |                 |
| 23                             | Impact Winter                                      | Win                                                                          | [ 217 ]                        |                 |
| 23                             | Utawarerumono: Mask of Deception                   | PS4, PSVita                                                                  | [ 218 ]                        |                 |
| 25                             | Harvest Moon: Lil’ Farmers                         | Droid, iOS                                                                   | [forrás?]                      |                 |
| 25                             | Vanquish                                           | Win                                                                          | [ 219 ]                        |                 |
| 26                             | Constructor HD                                     | Win, NS, PS4, XBO                                                            | [ 220 ]                        |                 |
| 26                             | Drive Girls (Európa)                               | PSVita                                                                       | [ 221 ]                        |                 |
| 26                             | Friday The 13th: The Game                          | Win, PS4, XBO                                                                | [ 222 ]                        |                 |
| 26                             | Guilty Gear Xrd Rev.2                              | PS4, PS3                                                                     | [ 223 ]                        |                 |
| 26                             | Rime                                               | Win, PS4, XBO                                                                | [ 224 ]                        |                 |
| 26                             | Samurai Warriors: Spirit of Sanada (Észak-Amerika) | PS4, PC                                                                      | [ 225 ]                        |                 |
| 26                             | Ultra Street Fighter II: The Final Challengers     | NS                                                                           | [ 226 ]                        |                 |
| 30                             | Astro Duel Deluxe                                  | NS                                                                           | [ 227 ]                        |                 |
| 30                             | Danger Zone                                        | PS4, Win                                                                     | [ 228 ]                        |                 |
| 30                             | Don’t Knock Twice                                  | HTC Vive, Oculus Rift                                                        | [ 229 ]                        |                 |
| 30                             | MXGP3: The Official Motocross Videogame            | Win, PS4, XBO                                                                | [ 230 ]                        |                 |
| 30                             | Star Trek: Bridge Crew                             | HTC Vive, Oculus Rift, PSVR                                                  | [ 231 ]                        |                 |
| 30                             | The Walking Dead: Season Three — Episode 5         | Win, Mac, PS4, XBO, iOS, Droid                                               | [ 232 ]                        |                 |
| 30                             | Ys Origin                                          | PSVita                                                                       | [ 87 ]                         |                 |
| 31                             | Damascus Gear: Tokyo Battle HD Edition             | PS4                                                                          | [ 233 ]                        |                 |
| 31                             | Thea: The Awakening                                | PS4, XBO                                                                     | [ 234 ]                        |                 |
| 31                             | Tokyo 42                                           | Win, XBO                                                                     | [ 235 ]                        |                 |
| J Ú N I U S                    | 1                                                  | Szeiken denszecu Collection[Published]                                       | NS                             | [ 236 ]         |
| J Ú N I U S                    | 2                                                  | Dies irae: Amantes amantes                                                   | Win                            | [ 237 ]         |
| J Ú N I U S                    | 2                                                  | Tekken 7                                                                     | Win, PS4, XBO                  | [ 238 ]         |
| J Ú N I U S                    | 6                                                  | Cladun Returns: This is Sengoku![Published]                                  | Win, PS4, PSVita               | [ 239 ]         |
| J Ú N I U S                    | 6                                                  | Conarium                                                                     | Win                            | [ 240 ]         |
| J Ú N I U S                    | 6                                                  | Dark Rose Valkyrie                                                           | PS4                            | [ 241 ]         |
| J Ú N I U S                    | 6                                                  | Dirt 4                                                                       | Win, PS4, XBO                  | [ 242 ]         |
| J Ú N I U S                    | 6                                                  | Farming Simulator 18                                                         | 3DS, PSVita                    | [ 243 ]         |
| J Ú N I U S                    | 6                                                  | Guardians of the Galaxy: The Telltale Series — Episode 2: Under Pressure     | Win, Mac, PS4, XBO, iOS, Droid | [ 244 ]         |
| J Ú N I U S                    | 6                                                  | Superbeat: Xonic                                                             | PS4                            | [ 245 ]         |
| J Ú N I U S                    | 6                                                  | Wipeout Omega Collection                                                     | PS4                            | [ 246 ]         |
| J Ú N I U S                    | 7                                                  | Superbeat: Xonic                                                             | XBO                            | [ 245 ]         |
| J Ú N I U S                    | 12                                                 | Superdimension Neptune VS Sega Hard Girls                                    | PC                             | [ 247 ]         |
| J Ú N I U S                    | 13                                                 | Cars 3: Driven to Win                                                        | PS4, PS3, XBO, X360, NS WiiU   | [ 248 ]         |
| J Ú N I U S                    | 15                                                 | MotoGP 17                                                                    | Win, PS4, XBO                  | [ 249 ]         |
| J Ú N I U S                    | 16                                                 | Arms                                                                         | NS                             | [ 250 ]         |
| J Ú N I U S                    | 20                                                 | Dead by Daylight                                                             | PS4, XBO                       | [ 251 ]         |
| J Ú N I U S                    | 20                                                 | Final Fantasy XIV: Stormblood                                                | Win, Mac, PS4                  | [ 252 ]         |
| J Ú N I U S                    | 20                                                 | God Wars: Future Past                                                        | PS4, PSVita                    | [ 253 ]         |
| J Ú N I U S                    | 20                                                 | Nex Machina                                                                  | Win, PS4                       | [ 254 ]         |
| J Ú N I U S                    | 23                                                 | Ever Oasis                                                                   | 3DS                            | [ 255 ]         |
| J Ú N I U S                    | 23                                                 | Get Even                                                                     | Win, PS4, XBO                  | [ 256 ]         |
| J Ú N I U S                    | 23                                                 | Secret World Legends                                                         | Win                            | [ 257 ]         |
| J Ú N I U S                    | 27                                                 | Danganronpa Another Episode: Ultra Despair Girls                             | PS4, PC                        | [ 258 ]         |
| J Ú N I U S                    | 27                                                 | RPG Maker Fes (North America)                                                | 3DS                            | [ 259 ] [ 260 ] |
| J Ú N I U S                    | 27                                                 | The Golf Club 2                                                              | Win, PS4, XBO                  | [ 261 ]         |
| J Ú N I U S                    | 27                                                 | Valkyria Revolution                                                          | PS4, PSVita, XBO               | [ 262 ]         |
| J Ú N I U S                    | 30                                                 | Crash Bandicoot N. Sane Trilogy                                              | PS4                            | [ 263 ]         |
| J Ú N I U S                    | 30                                                 | Micro Machines World Series                                                  | Win, PS4, XBO                  | [ 264 ]         |
| J Ú N I U S                    | 30                                                 | Tokyo Xanadu                                                                 | PSVita, Win                    | [ 265 ]         |

### Július–szeptember
| Hónap               | Nap | Cím                                                                                 | Platform                       | Forrás          |
| ------------------- | --- | ----------------------------------------------------------------------------------- | ------------------------------ | --------------- |
| J Ú L I U S         | 4   | That’s You!                                                                         | PS4                            | [ 266 ]         |
| J Ú L I U S         | 6   | Kirby’s Blowout Blast                                                               | 3DS                            | [ 267 ]         |
| J Ú L I U S         | 7   | Accel World VS. Sword Art Online                                                    | PS4, PSVita                    | [ 268 ]         |
| J Ú L I U S         | 11  | Derelict Fleet                                                                      | Win, PS4                       | [ 269 ]         |
| J Ú L I U S         | 11  | Final Fantasy XII: The Zodiac Age                                                   | PS4                            | [ 270 ]         |
| J Ú L I U S         | 12  | Energy Balance                                                                      | PSVita                         | [ 269 ]         |
| J Ú L I U S         | 12  | The End Is Nigh                                                                     | Win                            | [ 271 ]         |
| J Ú L I U S         | 14  | Antisphere                                                                          | Win, PS4, XBO                  | [ 272 ]         |
| J Ú L I U S         | 18  | Children of Zodiarcs                                                                | Win, Mac, PS4                  | [ 273 ]         |
| J Ú L I U S         | 18  | Fallen Legion                                                                       | PSVita, PS4                    | [ 274 ]         |
| J Ú L I U S         | 18  | Yonder: The Cloud Catcher Chronicles                                                | Win, PS4                       | [ 275 ]         |
| J Ú L I U S         | 20  | Kingdoms and Castles                                                                | Win                            |                 |
| J Ú L I U S         | 20  | Lone Echo                                                                           | Win                            | [ 276 ]         |
| J Ú L I U S         | 21  | Splatoon 2                                                                          | NS                             | [ 277 ]         |
| J Ú L I U S         | 24  | Heroes of the Seven Seas                                                            | PSVR                           | [ 278 ]         |
| J Ú L I U S         | 25  | Aven Colony                                                                         | Win, PS4, XBO                  | [ 279 ]         |
| J Ú L I U S         | 25  | Fable Fortune                                                                       | Win, XBO                       | [ 280 ] [ 281 ] |
| J Ú L I U S         | 25  | Pyre                                                                                | Win, PS4                       | [ 282 ]         |
| J Ú L I U S         | 25  | Super CloudBuilt                                                                    | Win, PS4                       | [ 283 ]         |
| J Ú L I U S         | 28  | Collar × Malice                                                                     | PSVita                         | [ 278 ]         |
| J Ú L I U S         | 28  | Hey! Pikmin                                                                         | 3DS                            | [ 284 ]         |
| J Ú L I U S         | 28  | Miitopia                                                                            | 3DS                            | [ 285 ]         |
| J Ú L I U S         | 28  | Sundered                                                                            | Win, PS4                       | [ 286 ]         |
| J Ú L I U S         | 28  | Super CloudBuilt                                                                    | XBO                            | [ 283 ]         |
| J Ú L I U S         | 29  | Dragon Quest XI[Published]                                                          | 3DS, PS4                       | [ 287 ]         |
| A U G U S Z T U S   | 1   | Dino Frontier                                                                       | PSVR                           | [ 288 ]         |
| A U G U S Z T U S   | 1   | Dreadnought                                                                         | PS4                            |                 |
| A U G U S Z T U S   | 1   | Patapon Remastered                                                                  | PS4                            | [ 289 ]         |
| A U G U S Z T U S   | 2   | Tacoma                                                                              | Win, Mac, Lin, XBO             | [ 290 ]         |
| A U G U S Z T U S   | 7   | Party Panic                                                                         | Win, Mac, Lin,                 | [ 291 ]         |
| A U G U S Z T U S   | 8   | Blackhole                                                                           | PS4                            | [ 292 ]         |
| A U G U S Z T U S   | 8   | Hellblade: Senua’s Sacrifice                                                        | Win, PS4                       | [ 293 ]         |
| A U G U S Z T U S   | 8   | Icey                                                                                | PS4                            | [ 294 ]         |
| A U G U S Z T U S   | 8   | LawBreakers                                                                         | Win, PS4                       | [ 295 ]         |
| A U G U S Z T U S   | 8   | Neptune Flux                                                                        | PSVR                           | [ 296 ]         |
| A U G U S Z T U S   | 8   | Sine Mora EX                                                                        | Win, PS4, XBO                  | [ 297 ]         |
| A U G U S Z T U S   | 11  | Sudden Strike 4                                                                     | Win, Mac, Lin,                 | [ 298 ]         |
| A U G U S Z T U S   | 14  | StarCraft: Remastered                                                               | Win                            | [ 299 ]         |
| A U G U S Z T U S   | 15  | Agents of Mayhem                                                                    | Win, PS4, XBO                  | [ 300 ]         |
| A U G U S Z T U S   | 15  | Cities: Skylines                                                                    | PS4                            | [ 301 ]         |
| A U G U S Z T U S   | 15  | Matterfall                                                                          | PS4                            | [ 302 ]         |
| A U G U S Z T U S   | 15  | Nidhogg 2                                                                           | Win, Mac, PS4                  | [ 303 ]         |
| A U G U S Z T U S   | 15  | Night Trap 25th Anniversary                                                         | Win, PS4                       | [ 304 ]         |
| A U G U S Z T U S   | 15  | Observer                                                                            | Win, PS4, XBO                  | [ 305 ]         |
| A U G U S Z T U S   | 15  | Sonic Mania                                                                         | NS, PS4, XBO                   | [ 306 ]         |
| A U G U S Z T U S   | 15  | Sudden Strike 4                                                                     | PS4                            | [ 298 ]         |
| A U G U S Z T U S   | 15  | The Pillars of The Earth Book 1: From the Ashes                                     | Win, Mac, Lin, PS4, XBO        | [ 307 ]         |
| A U G U S Z T U S   | 15  | Troll and I                                                                         | NS                             | [ 308 ]         |
| A U G U S Z T U S   | 15  | Undertale                                                                           | PS4, PSVita                    | [ 309 ]         |
| A U G U S Z T U S   | 22  | ChromaGun                                                                           | PS4                            | [ 310 ]         |
| A U G U S Z T U S   | 22  | Guardians of the Galaxy: The Telltale Series – Episode 3: More Than a Feeling       | Win, Mac, PS4, XBO, iOS, Droid | [ 311 ]         |
| A U G U S Z T U S   | 22  | Mages of Mystralia                                                                  | PS4                            | [ 312 ]         |
| A U G U S Z T U S   | 22  | Minecraft: Story Mode                                                               | NS                             | [ 313 ]         |
| A U G U S Z T U S   | 22  | The Escapists 2                                                                     | Win, PS4, XBO                  | [ 314 ]         |
| A U G U S Z T U S   | 22  | Uncharted: The Lost Legacy                                                          | PS4                            | [ 315 ]         |
| A U G U S Z T U S   | 22  | White Day: A Labyrinth Named School                                                 | Win, PS4                       | [ 316 ]         |
| A U G U S Z T U S   | 24  | The Lost Child[Published]                                                           | PS4, Vita                      | [ 317 ]         |
| A U G U S Z T U S   | 25  | F1 2017                                                                             | Win, PS4, XBO                  | [ 318 ]         |
| A U G U S Z T U S   | 25  | Madden NFL 18                                                                       | PS4, XBO                       | [ 319 ]         |
| A U G U S Z T U S   | 25  | Naruto Shippuden: Ultimate Ninja Storm Legacy                                       | Win, PS4, XBO                  | [ 320 ]         |
| A U G U S Z T U S   | 25  | One Piece: Unlimited World Red Deluxe Edition                                       | Win, PS4                       | [ 321 ]         |
| A U G U S Z T U S   | 29  | Absolver                                                                            | Win, PS4                       | [ 322 ]         |
| A U G U S Z T U S   | 29  | Ark: Survival Evolved                                                               | Win, Mac, Lin, PS4, XBO        | [ 323 ]         |
| A U G U S Z T U S   | 29  | Everybody’s Golf                                                                    | PS4                            | [ 324 ]         |
| A U G U S Z T U S   | 29  | Mario + Rabbids Kingdom Battle                                                      | NS                             | [ 325 ]         |
| A U G U S Z T U S   | 29  | Obduction                                                                           | PS4                            | [ 326 ]         |
| A U G U S Z T U S   | 29  | Pillars of Eternity: Complete Edition                                               | PS4, XBO                       | [ 327 ]         |
| A U G U S Z T U S   | 29  | ReCore Definitive Edition                                                           | Win, XBO                       | [ 328 ]         |
| A U G U S Z T U S   | 29  | Redout                                                                              | PS4, XBO                       | [ 329 ]         |
| A U G U S Z T U S   | 29  | Sonic Mania                                                                         | Win                            | [ 330 ]         |
| A U G U S Z T U S   | 29  | Warriors All-Stars                                                                  | PS4, Win                       | [ 331 ]         |
| A U G U S Z T U S   | 29  | Windjammers                                                                         | PS4, PSVita                    | [ 332 ]         |
| A U G U S Z T U S   | 29  | Yakuza Kiwami                                                                       | PS4                            | [ 333 ]         |
| A U G U S Z T U S   | 30  | X-Morph: Defense                                                                    | Win, PS4                       | [ 334 ]         |
| A U G U S Z T U S   | 30  | Ys Seven                                                                            | Win                            | [ 335 ]         |
| A U G U S Z T U S   | 31  | Life Is Strange: Before the Storm — Episode 1                                       | Win, PS4, XBO                  | [ 336 ]         |
| A U G U S Z T U S   | 31  | Resident Evil: Revelations                                                          | PS4, XBO                       | [ 337 ]         |
| A U G U S Z T U S   | 31  | Wonderful Everyday                                                                  | Win                            | [ 338 ]         |
| S Z E P T E M B E R | 1   | Xenia                                                                               | Win                            | [ 339 ]         |
| S Z E P T E M B E R | 5   | Antiquia Lost                                                                       | PS4, PSVita                    | [ 340 ]         |
| S Z E P T E M B E R | 5   | Knack II                                                                            | PS4                            | [ 341 ]         |
| S Z E P T E M B E R | 5   | Lego Worlds                                                                         | NS                             | [ 342 ]         |
| S Z E P T E M B E R | 5   | R.B.I. Baseball 17                                                                  | NS                             | [ 343 ]         |
| S Z E P T E M B E R | 5   | Utawarerumono: Mask of Truth[Published]                                             | PS4, PSVita                    | [ 344 ]         |
| S Z E P T E M B E R | 6   | Destiny 2                                                                           | PS4, XBO                       | [ 345 ]         |
| S Z E P T E M B E R | 6   | Senko no Ronde 2                                                                    | Win                            | [ 346 ]         |
| S Z E P T E M B E R | 7   | Kono szubarasii szekai ni sukufuku vo! Kono jokubukai Game ni sinpan vo![Published] | PS4, PSVita                    | [ 347 ]         |
| S Z E P T E M B E R | 7   | Senko no Ronde 2                                                                    | PS4                            | [ 340 ] [ 346 ] |
| S Z E P T E M B E R | 8   | Monster Hunter Stories[Published]                                                   | 3DS                            | [ 348 ]         |
| S Z E P T E M B E R | 12  | NASCAR Heat 2                                                                       | Win, PS4, XBO                  | [ 349 ]         |
| S Z E P T E M B E R | 12  | Pro Evolution Soccer 2018                                                           | Win, PS3, PS4, X360, XBO       | [ 350 ]         |
| S Z E P T E M B E R | 12  | Rayman Legends Definitive Edition                                                   | NS                             | [ 351 ]         |
| S Z E P T E M B E R | 12  | Time Recoil                                                                         | PS4                            | [ 352 ]         |
| S Z E P T E M B E R | 12  | Tooth and Tail                                                                      | Win, PS4                       | [ 353 ]         |
| S Z E P T E M B E R | 12  | Ys VIII: Lacrimosa of Dana[Published]                                               | PS4, PSVita, Win               | [ 354 ]         |
| S Z E P T E M B E R | 14  | Baja: Edge of Control HD                                                            | Win, PS4, XBO                  | [ 355 ]         |
| S Z E P T E M B E R | 14  | Divinity: Original Sin II                                                           | Win                            | [ 356 ]         |
| S Z E P T E M B E R | 14  | Earthlock: Festival of Magic                                                        | WiiU                           | [ 357 ]         |
| S Z E P T E M B E R | 14  | Hiveswap                                                                            | Win, Mac, Lin                  |                 |
| S Z E P T E M B E R | 15  | Dishonored: Death of the Outsider                                                   | Win, PS4, XBO                  | [ 358 ]         |
| S Z E P T E M B E R | 15  | Metroid: Samus Returns                                                              | 3DS                            | [ 359 ]         |
| S Z E P T E M B E R | 15  | NHL 18                                                                              | PS4, XBO                       | [ 360 ]         |
| S Z E P T E M B E R | 15  | NBA Live 18                                                                         | PS4, XBO                       | [ 361 ]         |
| S Z E P T E M B E R | 15  | Tricky Towers                                                                       | XBO                            | [ 362 ]         |
| S Z E P T E M B E R | 18  | Muv Luv Alternative                                                                 | PC                             | [ 363 ]         |
| S Z E P T E M B E R | 18  | The Solus Project                                                                   | PS4, PSVR                      | [ 364 ]         |
| S Z E P T E M B E R | 18  | XING: The Land Beyond                                                               | Win, PS4, PSVR                 | [ 365 ]         |
| S Z E P T E M B E R | 19  | Echo                                                                                | Win, PS4                       | [ 366 ]         |
| S Z E P T E M B E R | 19  | Hidden Dragon: Legend                                                               | PS4                            | [ 367 ]         |
| S Z E P T E M B E R | 19  | Marvel vs. Capcom: Infinite                                                         | Win, PS4, XBO                  | [ 368 ]         |
| S Z E P T E M B E R | 19  | Mary Skelter: Nightmares                                                            | PSVita                         | [ 369 ]         |
| S Z E P T E M B E R | 19  | NBA 2K18                                                                            | Win, NS PS3, PS4, X360, XBO    | [ 370 ]         |
| S Z E P T E M B E R | 19  | Pankapu                                                                             | PS4, XBO                       | [ 371 ]         |
| S Z E P T E M B E R | 21  | SteamWorld Dig 2                                                                    | NS                             | [ 372 ]         |
| S Z E P T E M B E R | 22  | Caveman Warriors                                                                    | Win, PS4, XBO                  | [ 373 ]         |
| S Z E P T E M B E R | 22  | Doki Doki Literature Club!                                                          | Win, Mac                       | [ 374 ]         |
| S Z E P T E M B E R | 22  | Dragon Ball Xenoverse 2                                                             | NS                             | [ 375 ]         |
| S Z E P T E M B E R | 22  | Guild Wars 2: Path of Fire                                                          | Win                            | [ 376 ]         |
| S Z E P T E M B E R | 22  | Pokkén Tournament DX                                                                | NS                             | [ 377 ]         |
| S Z E P T E M B E R | 22  | Project CARS 2                                                                      | Win, PS4, XBO                  | [ 378 ]         |
| S Z E P T E M B E R | 22  | SteamWorld Dig 2                                                                    | Win, Mac, Lin                  |                 |
| S Z E P T E M B E R | 22  | The Lego Ninjago Movie Video Game                                                   | Win, NS, PS4, XBO              | [ 379 ]         |
| S Z E P T E M B E R | 26  | Danganronpa V3: Killing Harmony[Published]                                          | PS4, PSVita, Win               | [ 380 ]         |
| S Z E P T E M B E R | 26  | DWVR                                                                                | PSVR                           | [ 381 ]         |
| S Z E P T E M B E R | 26  | Hob                                                                                 | Win, PS4                       | [ 382 ]         |
| S Z E P T E M B E R | 26  | Lightfield                                                                          | PS4, XBO                       | [ 383 ]         |
| S Z E P T E M B E R | 26  | Light Tracer                                                                        | PS4                            | [ 384 ]         |
| S Z E P T E M B E R | 26  | Pinball FX 3                                                                        | Win, PS4, XBO                  | [ 385 ]         |
| S Z E P T E M B E R | 26  | Raid: World War II                                                                  | Win                            | [ 386 ]         |
| S Z E P T E M B E R | 26  | Ruiner                                                                              | Win, PS4, XBO                  | [ 387 ]         |
| S Z E P T E M B E R | 26  | Senran Kagura: Peach Beach Splash                                                   | PS4                            | [ 388 ]         |
| S Z E P T E M B E R | 26  | Sine Mora EX                                                                        | NS                             | [ 389 ]         |
| S Z E P T E M B E R | 26  | SteamWorld Dig 2                                                                    | PS4, PSVita                    | [ 390 ]         |
| S Z E P T E M B E R | 28  | Butcher                                                                             | NS                             | [ 391 ]         |
| S Z E P T E M B E R | 28  | Goken                                                                               | Win                            | [ 392 ]         |
| S Z E P T E M B E R | 28  | Golf Story                                                                          | NS                             | [ 393 ]         |
| S Z E P T E M B E R | 28  | Outcast – Second Contact                                                            | Win, PS4, XBO                  | [ 381 ]         |
| S Z E P T E M B E R | 28  | The Legend of Heroes: Trails of Cold Steel III[Published]                           | PS4                            | [ 394 ]         |
| S Z E P T E M B E R | 28  | Total War: Warhammer II                                                             | Win                            | [ 395 ]         |
| S Z E P T E M B E R | 28  | Picross S                                                                           | NS                             | [ 396 ]         |
| S Z E P T E M B E R | 29  | Cuphead                                                                             | Win, XBO                       | [ 397 ]         |
| S Z E P T E M B E R | 29  | FIFA 18                                                                             | Win, NS, PS3, PS4, 360, XBO    | [ 398 ]         |
| S Z E P T E M B E R | 29  | Gundam Versus[Published]                                                            | PS4                            | [ 399 ]         |
| S Z E P T E M B E R | 29  | One Piece: Unlimited World Red Deluxe Edition                                       | NS                             |                 |
| S Z E P T E M B E R | 29  | Star Fox 2                                                                          | SNES                           | [ 400 ]         |
| S Z E P T E M B E R | 29  | Yo-Kai Watch 2: Psychic Specters[Published]                                         | 3DS                            | [ 401 ]         |

### Október–december
| Hónap           | Nap | Cím                                                                            | Platform                                 | Forrás          |
| --------------- | --- | ------------------------------------------------------------------------------ | ---------------------------------------- | --------------- |
| O K T Ó B E R   | 2   | Divided We Fall                                                                | Win, Mac, Lin                            | [ 402 ]         |
| O K T Ó B E R   | 3   | Battle Chasers: Nightwar                                                       | Win, PS4, XBO                            | [ 403 ]         |
| O K T Ó B E R   | 3   | Culdcept Revolt                                                                | 3DS                                      | [ 404 ]         |
| O K T Ó B E R   | 3   | Forza Motorsport 7                                                             | Win, XBO                                 | [ 405 ]         |
| O K T Ó B E R   | 5   | A Hat in Time                                                                  | Win, Mac                                 | [ 406 ]         |
| O K T Ó B E R   | 5   | Axiom Verge                                                                    | NS                                       | [ 407 ]         |
| O K T Ó B E R   | 5   | Dragon’s Dogma: Dark Arisen[Published]                                         | PS4, XBO                                 | [ 408 ]         |
| O K T Ó B E R   | 5   | Raiden V: Director’s Cut                                                       | Win, PS4                                 | [ 409 ]         |
| O K T Ó B E R   | 5   | Stardew Valley                                                                 | NS                                       | [ 410 ]         |
| O K T Ó B E R   | 6   | Layton’s Mystery Journey                                                       | 3DS                                      | [ 411 ]         |
| O K T Ó B E R   | 6   | Mario & Luigi: Superstar Saga + Bowser’s Minions                               | 3DS                                      | [ 412 ]         |
| O K T Ó B E R   | 6   | Oxenfree                                                                       | NS                                       | [ 413 ]         |
| O K T Ó B E R   | 10  | 88 Heroes: 98 Heroes Edition                                                   | NS                                       |                 |
| O K T Ó B E R   | 10  | Arktika.1                                                                      | Oculus Rift                              | [ 414 ]         |
| O K T Ó B E R   | 10  | Cyberdimension Neptunia: 4 Goddesses Online                                    | PS4                                      | [ 415 ]         |
| O K T Ó B E R   | 10  | Guardians of the Galaxy: The Telltale Series – Episode 4: Who Needs You        | Win, Mac, PS4, XBO, iOS, Droid           | [ 416 ]         |
| O K T Ó B E R   | 10  | Middle-earth: Shadow of War                                                    | Win, PS4, XBO                            | [ 417 ]         |
| O K T Ó B E R   | 10  | Raid: World War II                                                             | PS4, XBO                                 | [forrás?]       |
| O K T Ó B E R   | 10  | Tiny Barbarian DX                                                              | NS                                       | [ 418 ]         |
| O K T Ó B E R   | 10  | Touhou Kobuto V: Burst Battle[Published]                                       | NS, PS4, PSVita                          | [ 419 ]         |
| O K T Ó B E R   | 11  | Unbox: Newbies Adventure                                                       | NS                                       | [ 420 ]         |
| O K T Ó B E R   | 13  | Chaos;Child[Published]                                                         | PS4, PSVita                              | [ 421 ]         |
| O K T Ó B E R   | 13  | The Evil Within 2                                                              | Win, PS4, XBO                            | [ 422 ]         |
| O K T Ó B E R   | 15  | Tear: Ovari to hadzsimari no sizuku                                            | PS4                                      | [ 423 ]         |
| O K T Ó B E R   | 17  | Elex                                                                           | Win, PS4, XBO                            | [ 424 ]         |
| O K T Ó B E R   | 17  | Etrian Odyssey V: Beyond the Myth[Published]                                   | 3DS                                      | [ 425 ]         |
| O K T Ó B E R   | 17  | Gran Turismo Sport                                                             | PS4                                      | [ 426 ]         |
| O K T Ó B E R   | 17  | Megaton Rainfall                                                               | PS4, PSVR                                | [ 427 ]         |
| O K T Ó B E R   | 17  | Rogue Trooper Redux                                                            | Win, PS4, XBO                            | [ 428 ]         |
| O K T Ó B E R   | 17  | South Park: The Fractured but Whole                                            | Win, PS4, XBO                            | [ 429 ]         |
| O K T Ó B E R   | 17  | WWE 2K18                                                                       | Win, PS4, XBO                            | [ 430 ]         |
| O K T Ó B E R   | 19  | City Shrouded in Shadow [Published]                                            | PS4                                      | [ 431 ]         |
| O K T Ó B E R   | 19  | Spelunker Party!                                                               | Win, NS                                  | [ 432 ]         |
| O K T Ó B E R   | 19  | Life Is Strange: Before the Storm — Episode 2                                  | Win, PS4, XBO                            | [ 433 ]         |
| O K T Ó B E R   | 20  | Fire Emblem Warriors                                                           | NS, 3DS                                  | [ 434 ]         |
| O K T Ó B E R   | 20  | Syberia                                                                        | NS                                       | [ 435 ]         |
| O K T Ó B E R   | 24  | Destiny 2                                                                      | Win                                      | [ 436 ]         |
| O K T Ó B E R   | 24  | Hidden Agenda                                                                  | PS4                                      | [ 437 ]         |
| O K T Ó B E R   | 24  | Just Dance 2018                                                                | Win, NS, PS3, PS4, X360, XBO, Wii, Wii U | [ 438 ]         |
| O K T Ó B E R   | 24  | Nights of Azure 2: Bride of the New Moon                                       | Win, NS, PS4                             | [ 439 ]         |
| O K T Ó B E R   | 24  | Observer                                                                       | Mac, Lin                                 | [ 440 ]         |
| O K T Ó B E R   | 24  | SingStar Celebration                                                           | PS4                                      | [ 441 ]         |
| O K T Ó B E R   | 24  | The Mummy Demastered                                                           | Win, NS, PS4, XBO                        | [ 442 ]         |
| O K T Ó B E R   | 24  | This Is the Police                                                             | NS                                       |                 |
| O K T Ó B E R   | 24  | Yomawari: Midnight Shadows                                                     | Win, PS4, PSVita                         | [ 443 ]         |
| O K T Ó B E R   | 26  | Kowloon’s Gate VR: Suzaku [Published]                                          | PSVR                                     | [ 444 ]         |
| O K T Ó B E R   | 26  | Taiko no tacudzsin: Drum Session                                               | PS4                                      | [ 445 ]         |
| O K T Ó B E R   | 27  | Assassin’s Creed: Origins                                                      | Win, PS4, XBO                            | [ 446 ]         |
| O K T Ó B E R   | 27  | Super Mario Odyssey                                                            | NS                                       | [ 447 ]         |
| O K T Ó B E R   | 27  | Wolfenstein II: The New Colossus                                               | Win, PS4, XBO                            | [ 448 ]         |
| O K T Ó B E R   | 30  | Lost Dimension                                                                 | Win                                      | [ 449 ]         |
| O K T Ó B E R   | 31  | Bubsy: The Woolies Strike Back                                                 | Win, PS4                                 | [ 450 ]         |
| O K T Ó B E R   | 31  | Cartoon Network: Battle Crashers                                               | NS                                       | [ 451 ]         |
| O K T Ó B E R   | 31  | Creeping Terror                                                                | 3DS                                      | [ 452 ]         |
| O K T Ó B E R   | 31  | Monopoly for Nintendo Switch                                                   | NS                                       | [ 453 ]         |
| O K T Ó B E R   | 31  | Monster Jam: Crush It!                                                         | NS                                       | [ 454 ]         |
| O K T Ó B E R   | 31  | Summon Night 6: Lost Borders                                                   | PS4, PSVita                              | [ 455 ]         |
| O K T Ó B E R   | 31  | Zwei: The Ilvard Insurrection[Published]                                       | Win                                      | [ 456 ]         |
| N O V E M B E R | 2   | Sorcer Striker[Published]                                                      | PS4                                      | [ 457 ]         |
| N O V E M B E R | 3   | Call of Duty: WWII                                                             | Win, PS4, XBO                            | [ 458 ]         |
| N O V E M B E R | 3   | .hack//G.U. Last Recode                                                        | Win, PS4                                 | [ 459 ]         |
| N O V E M B E R | 7   | Guardians of the Galaxy: The Telltale Series – Episode 5: Don't Stop Believin’ | Win, Mac, PS4, XBO, iOS, Droid           |                 |
| N O V E M B E R | 7   | Hand of Fate 2                                                                 | Win, Mac, Lin, PS4, XBO                  | [ 460 ]         |
| N O V E M B E R | 7   | Nioh                                                                           | Win                                      | [ 461 ]         |
| N O V E M B E R | 7   | Sonic Forces                                                                   | Win, NS, PS4, XBO                        | [ 462 ]         |
| N O V E M B E R | 7   | Super Lucky’s Tale                                                             | Win, XBO                                 | [ 463 ]         |
| N O V E M B E R | 9   | Ace of Seafood                                                                 | PS4                                      | [ 464 ]         |
| N O V E M B E R | 10  | Doom                                                                           | NS                                       | [ 465 ]         |
| N O V E M B E R | 10  | Football Manager 2018                                                          | Win, Mac, Lin                            | [ 466 ]         |
| N O V E M B E R | 10  | Mario Party: The Top 100                                                       | 3DS                                      | [ 467 ]         |
| N O V E M B E R | 10  | Need for Speed Payback                                                         | Win, PS4, XBO                            | [ 468 ]         |
| N O V E M B E R | 14  | Batman: The Telltale Series                                                    | NS                                       | [ 469 ]         |
| N O V E M B E R | 14  | Ben 10                                                                         | Win, NS, PS4, XBO                        | [ 470 ]         |
| N O V E M B E R | 14  | Demon Gaze II                                                                  | PS4, PSVita                              | [ 471 ]         |
| N O V E M B E R | 14  | Harvest Moon: Light of Hope                                                    | Win                                      | [ 472 ]         |
| N O V E M B E R | 14  | Ittle Dew 2+                                                                   | NS                                       | [ 473 ]         |
| N O V E M B E R | 14  | L.A. Noire                                                                     | NS, PS4, XBO                             | [ 474 ]         |
| N O V E M B E R | 14  | Lego Marvel Super Heroes 2                                                     | Win, NS, PS4, XBO                        | [ 475 ]         |
| N O V E M B E R | 14  | Rime                                                                           | NS                                       | [ 476 ]         |
| N O V E M B E R | 14  | Road Rage                                                                      | Win, PS4, XBO                            | [ 477 ]         |
| N O V E M B E R | 14  | Rocket League                                                                  | NS                                       |                 |
| N O V E M B E R | 14  | Tokyo Tattoo Girls[Published]                                                  | Win, PSVita                              | [ 478 ]         |
| N O V E M B E R | 16  | Antiquia Lost                                                                  | NS                                       | [ 479 ]         |
| N O V E M B E R | 16  | Tannenberg                                                                     | Win, Mac, Lin                            | [ 480 ]         |
| N O V E M B E R | 16  | Lumo                                                                           | NS                                       | [ 481 ]         |
| N O V E M B E R | 17  | MXGP3: The Official Motocross Videogame                                        | NS                                       | [ 482 ]         |
| N O V E M B E R | 17  | Pokémon Ultra Sun és Ultra Moon                                                | 3DS                                      | [ 483 ]         |
| N O V E M B E R | 17  | School Girl/Zombie Hunter                                                      | PS4                                      | [ 484 ]         |
| N O V E M B E R | 17  | Star Wars Battlefront II                                                       | Win, PS4, XBO                            | [ 485 ]         |
| N O V E M B E R | 17  | The Elder Scrolls V: Skyrim                                                    | NS, PSVR                                 | [ 486 ]         |
| N O V E M B E R | 17  | The Sims 4                                                                     | PS4, XBO                                 | [ 487 ]         |
| N O V E M B E R | 21  | Animal Crossing: Pocket Camp                                                   | Droid, iOS                               | [ 488 ]         |
| N O V E M B E R | 21  | Gear.Club Unlimited                                                            | NS                                       | [ 489 ]         |
| N O V E M B E R | 21  | Project Nimbus: Code Mirai                                                     | PS4                                      | [ 490 ]         |
| N O V E M B E R | 21  | Superbeat: Xonic                                                               | NS                                       | [ 491 ]         |
| N O V E M B E R | 22  | Earth Defense Force 4.1: Wing Diver the Shooter                                | PS4                                      | [ 492 ]         |
| N O V E M B E R | 23  | Portal Knights                                                                 | NS                                       |                 |
| N O V E M B E R | 28  | Resident Evil: Revelations                                                     | NS                                       | [ 493 ]         |
| N O V E M B E R | 28  | Resident Evil: Revelations 2                                                   | NS                                       | [ 493 ]         |
| N O V E M B E R | 30  | Little Witch Academia: Chamber of Time[Published]                              | PS4                                      | [ 494 ]         |
| N O V E M B E R | 30  | Syberia II                                                                     | NS                                       | [ 495 ]         |
| N O V E M B E R | 30  | The Game Paradise: CruisinMix [Published]                                      | Win, PS4                                 | [ 496 ] [ 497 ] |
| D E C E M B E R | 1   | Seven: The Days Long Gone                                                      | Win                                      | [ 498 ]         |
| D E C E M B E R | 1   | Xenoblade Chronicles 2                                                         | NS                                       | [ 499 ]         |
| D E C E M B E R | 5   | Caveman Warriors                                                               | NS                                       | [ 500 ]         |
| D E C E M B E R | 5   | Dead Rising 4: Frank’s Big Package                                             | PS4                                      | [ 501 ]         |
| D E C E M B E R | 5   | Nine Parchments                                                                | Win, NS, PS4, XBO                        | [ 502 ]         |
| D E C E M B E R | 6   | A Hat in Time                                                                  | PS4, XBO                                 | [ 503 ]         |
| D E C E M B E R | 6   | WWE 2K18                                                                       | NS                                       | [ 504 ]         |
| D E C E M B E R | 7   | Earth Defense Force 5[Published]                                               | PS4                                      | [ 505 ]         |
| D E C E M B E R | 7   | Kamen Rider: Cimax Fighters                                                    | PS4                                      | [ 506 ]         |
| D E C E M B E R | 7   | SpellForce 3                                                                   | Win                                      | [ 507 ]         |
| D E C E M B E R | 7   | Yakuza Kiwami 2[Published]                                                     | PS4                                      | [ 508 ]         |
| D E C E M B E R | 8   | Hello Neighbor                                                                 | Win, Mac, XBO                            | [ 509 ]         |
| D E C E M B E R | 8   | Tokyo Xanadu eX+                                                               | PS4                                      | [ 510 ]         |
| D E C E M B E R | 9   | LocoRoco 2 Remastered                                                          | PS4                                      | [ 511 ]         |
| D E C E M B E R | 12  | Arcana Heart 3: Love Max Six Stars [Published]                                 | Win                                      | [ 512 ]         |
| D E C E M B E R | 12  | Fearful Symmetry & The Cursed Prince                                           | Win, XBO                                 | [ 513 ]         |
| D E C E M B E R | 12  | Ōkami HD                                                                       | Win, PS4, XBO                            | [ 514 ]         |
| D E C E M B E R | 12  | Party Planet                                                                   | NS                                       | [ 515 ]         |
| D E C E M B E R | 12  | Pinball FX 3                                                                   | NS                                       | [ 516 ]         |
| D E C E M B E R | 12  | The End Is Nigh                                                                | NS                                       | [ 517 ]         |
| D E C E M B E R | 14  | Gorogoa                                                                        | Win, Mac, NS                             | [ 518 ]         |
| D E C E M B E R | 14  | Gungrave VR                                                                    | PSVR                                     | [ 519 ]         |
| D E C E M B E R | 14  | Yooka-Laylee                                                                   | NS                                       | [ 520 ]         |
| D E C E M B E R | 15  | Omega Quintet                                                                  | Win                                      | [ 521 ]         |
| D E C E M B E R | 15  | Romancing SaGa 2 [Published]                                                   | Win, NS, PS4, PSVita, XBO                | [ 522 ]         |
| D E C E M B E R | 19  | Dragon Fang Z: The Rose & Dungeon of Time                                      | NS                                       | [ 523 ]         |
| D E C E M B E R | 19  | Defunct                                                                        | PS4, XBO                                 | [ 524 ]         |
| D E C E M B E R | 19  | Slice Dice and Rice[Published]                                                 | PS4                                      | [ 525 ]         |
| D E C E M B E R | 20  | Life Is Strange: Before the Storm — Episode 3                                  | Win, PS4, XBO                            |                 |

### Pontos dátum nélküli megjelenések
Az alábbi táblázatban azok a videójátékok szerepelnek, melyek várhatóan 2017-ben fognak megjelenni Észak-Amerikában, azonban pontos megjelenési dátumuk még nem lett bejelentve.
| Cím                                       | Várható megjelenés | Platform                            | Műfaj                           | Forrás  |
| ----------------------------------------- | ------------------ | ----------------------------------- | ------------------------------- | ------- |
| Abandon Ship                              |                    | Win                                 | Stratégia                       | [ 526 ] |
| AquaNox: Deep Descent                     |                    | Win                                 | Szimuláció                      | [ 527 ] |
| Axis Descending                           |                    | Win                                 | Akció                           | [ 528 ] |
| Conarium                                  |                    | Win, PS4, XBO                       | Túlélőhorror                    | [ 529 ] |
| Death’s Gambit                            |                    | Win, PS4                            | Szerepjáték                     | [ 530 ] |
| Dreadnought                               |                    | Win, PS4                            | Szimuláció                      | [ 531 ] |
| Elysian Shadows                           |                    | Win, Mac, Lin, DC, iOS, Droid, Ouya | Akció-kaland, szerepjáték       |         |
| Frozen Synapse 2                          |                    | Win                                 | Körökre osztott taktika         | [ 532 ] |
| Girls und Panzer: Dream Tank Match        |                    | PS4                                 | Akció                           | [ 533 ] |
| Golem                                     |                    | PSVR                                | ?                               | [ 534 ] |
| Hello Lady! Superior Dynamis[Published]   |                    | PSVita                              | Visual novel                    | [ 535 ] |
| Insurgency: Sandstorm                     |                    | Win, PS4, XBO                       | First-person shooter            | [ 536 ] |
| Iron Harvest                              |                    | Win, PS4, XBO                       | Valós idejű taktika             | [ 537 ] |
| Knights and Bikes                         |                    | Win, PS4                            | Kaland                          | [ 538 ] |
| Link: The Unleashed Nexus remake          |                    | PS4                                 | Akció                           | [ 539 ] |
| Monster Boy and the Cursed Kingdom        |                    | Win, NS, PS4, XBO                   | Platform                        |         |
| Mosaic                                    |                    | Win, PS4                            | Point-and-click kalandjáték     | [ 540 ] |
| Mystereet F: The Detectives’ Curtain Call |                    | PS4, PSVita                         | Visual novel                    | [ 541 ] |
| Natsuki Chronicle                         |                    | XBO                                 | Shooter                         | [ 542 ] |
| Octogeddon                                |                    | Win                                 | Akció                           | [ 543 ] |
| Oddworld: Soulstorm                       | Q4                 | ?                                   | Platform                        | [ 544 ] |
| Oxygen Not Included                       |                    | Win                                 | Szimuláció                      | [ 545 ] |
| Punch Club 2: Fast Forward                |                    | Win                                 | Szimuláció                      | [ 546 ] |
| Quake Champions                           |                    | Win                                 | First-person shooter            |         |
| Shaq Fu: A Legend Reborn                  |                    | Win, NS, PS4, XBO                   | Akció-kaland, beat ’em up       |         |
| Star Control: Origins                     |                    | Win, „konzolok”                     | Akció-kaland                    | [ 547 ] |
| Syren                                     |                    | Oculus Rift, HTC Vive, PSVR         | Túlélőhorror                    | [ 548 ] |
| Tether                                    |                    | Win                                 | Túlélőhorror                    | [ 549 ] |
| The Church in the Darkness                |                    | Win, Mac, PS4, XBO                  | Akció-kaland                    | [ 550 ] |
| The Wild Eight                            |                    | Win, PS4, XBO                       | Túlélőjáték                     | [ 551 ] |
| Them’s Fightin’ Herds                     |                    | Win, Mac, Lin                       | Verekedős                       | [ 552 ] |
| ToeJam and Earl: Back in the Groove       |                    | Win, Mac, Lin                       | Akció, dungeon crawl, roguelike | [ 553 ] |
| Watershed Game                            |                    | Win                                 | Kaland                          | [ 554 ] |
| Way of the Passive Fist                   |                    | PS4                                 | Akció, verekedős                | [ 555 ] |
| Xenonauts 2                               |                    | Win                                 | Körökre osztott stratégia       | [ 556 ] |

1. ↑  A naptári év négy negyedre bontható fel, amiket rendszerint Q1 (januártól márciusig), Q2 (áprilistól júniusig), Q3 (júliustól szeptemberig) és Q4 (októbertől decemberig) alakban rövidítenek

## Törölt játékok

### Törölt
- Bloodstained: Ritual of the Night (WiiU)[557]
- Scalebound (XBO, Win)[558]
- Titanfall: Frontline (Android, iOS)[559]
- MetaWorld (VR)[560][561]

### Leállított
- Club Penguin
- Firefall[562]
- The Tomorrow Children[563]
- Marvel Heroes[564]